# Decision to Leave
Decision to Leave (en coreà: 헤어질 결심 romanitzat Heeojil gyeolsim) és una pel·lícula de misteri de Corea del Sud del 2022 dirigida i produïda per Park Chan-wook i protagonitzada per Tang Wei, Park Hae-il, Lee Jung-hyun i Go Kyung-pyo. S'ha doblat i subtitulat al català.
La pel·lícula fou seleccionada per competir per la Palma d'Or al Festival de Cannes de 2022, on es va estrenar i Park Chan-wook va guanyar el premi a millor director. Decision to Leave es va estrenar als cinemes sud-coreans el 29 de juny de 2022. Va ser seleccionada com a candidata de Corea del Sud per a la millor pel·lícula internacional a la 95ena edició dels premis Oscar. També ha estat nomenada una de les 5 millors pel·lícules internacionals del 2022 pel National Board of Review.

## Repartiment
- Tang Wei com a Song Seo-rae
- Park Hae-il com a detectiu Jang Hae-jun
- Lee Jung-hyun com a Jung-an
- Go Kyung-pyo com a Soo-wan
- Park Yong-woo com a Im Ho-shin

## Recepció

### Taquilla
La pel·lícula es va estrenar el 29 de juny de 2022 a 1.374 pantalles. El 13 de juliol, després de dues setmanes d'estrena, la pel·lícula va superar el milió d'entrades venudes.
A 7 de gener de 2023, ha estat la pel·lícula Coreana més taquillera del 2022.

### Crítica
La pel·lícula ha rebut crítiques generalment positives. A Rotten Tomatoes ha rebut un 94% de crítiques positives amb una puntuació mitjana de 8,3/10.